# Jurij Souček
Jurij Souček, slovenski dramski igralec, * 5. april 1929, Ljubljana, † 17. januar 2024.

## Delo
Diplomiral je na trgovski akademiji in kasneje na Akademiji za igralsko umetnost v Ljubljani, oddelek za igro pri prof. Vidi Juvanovi, igralec in občasno tudi režiser, stalni član Drame ob sezoni 1953/54 do svoje upokojitve 1993.
Leta 1954 je spregovoril kot igralec v groteskni komediji Petra Ustinova Trobi kakor hočeš, v vlogi vohuna Calettija, kjer mu je v družbi vrhunskih igralcev Vladimirja Skrbinška, J. Cesarja, Mile Kačič in drugih uspelo usmeriti nase pozornost kritike in občinstva in uveljaviti svoj način igre, ki so ga kasneje imenovali »samostojnega« in »premišljenega«. Kmalu je, nezadovoljen s stereotipnim institucionalnim razporejanjem igralcev in z abonentskim principom, stopil v krog mladih upornih izobražencev, ki so se največ zbirali okrog revije Perspektive in Odra 57, pa ne samo tam, in zunaj matične hiše izoblikoval svoj igralski izraz.
Najbolj znan je kot pripovednik otroških del, risank v tretji osebi kjer je posodil glas likom kot sta Pipi in Melkijad, mali in velik pujs, Maksipes Fik ter Miškolin. Kot so-režiser je leta 1981 sodeloval pri otroški animirani otroški seriji 40 zelenih slonov, kjer je prav tako posodil svoj glas.
Kot igralec se je preizkusil tudi na filmu, najbolj znana sta Ne čakaj na maj (1957) in Čisto pravi gusar (1987). Sodeloval pa je tudi pri televiziji, kjer je igral v seriji Waitapu (1990).
Leta 1961 je prejel Sterijevo nagrado v Novem Sadu, 1994 Borštnikov prstan, 2005 viktorja za življenjsko delo, Ježkovo nagrado za življenjsko delo (2018) in priznanje zlati glas Združenja dramskih umetnikov za življenjsko delo (2019) ter častno meščanstvo Ljubljane (2022).
Od leta 2004 do svoje smrti je bil poročen z operno pevko Mileno Moračo.
Nekaj mesecev po njegovi smrti je izšla njegova (avto)biografija, naslovljena Glej ga, Součka!

## Filmografija
| Leto | Naslov                |
| ---- | --------------------- |
| 1955 | Tri zgodbe            |
| 1955 | Trenutki odločitve    |
| 1958 | Jedini izlaz          |
| 1959 | Ne čakaj na maj       |
| 1959 | Tri četrtine sonca    |
| 1961 | Družinski dnevnik     |
| 1974 | Strah                 |
| 1986 | Heretik               |
| 1987 | Čisto pravi gusar     |
| 1988 | P. S. (Post scriptum) |

| Leto | Naslov                |
| ---- | --------------------- |
| 1955 | Tri zgodbe            |
| 1955 | Trenutki odločitve    |
| 1958 | Jedini izlaz          |
| 1959 | Ne čakaj na maj       |
| 1959 | Tri četrtine sonca    |
| 1961 | Družinski dnevnik     |
| 1974 | Strah                 |
| 1986 | Heretik               |
| 1987 | Čisto pravi gusar     |
| 1988 | P. S. (Post scriptum) |

| Leto | Naslov                     |
| ---- | -------------------------- |
| -    | Pipi in Melkijad           |
| -    | Maksipes Fik               |
| 1958 | Tovariš telefon            |
| 1961 | L'Enclos / Ograda          |
| 1976 | Botre                      |
| 1980 | Husinka buna               |
| 1981 | 40 zelenih slonov          |
| 1985 | Sladko življenje           |
| 1985 | Pahljača mladosti          |
| 1990 | Waitapu                    |
| 1998 | Socializacija bika?        |
| 2000 | Z ljubeznijo               |
| 2001 | Zlato srce                 |
| 2006 | Moj sin, seksualni manijak |

| Leto | Naslov                     |
| ---- | -------------------------- |
| -    | Pipi in Melkijad           |
| -    | Maksipes Fik               |
| 1958 | Tovariš telefon            |
| 1961 | L'Enclos / Ograda          |
| 1976 | Botre                      |
| 1980 | Husinka buna               |
| 1981 | 40 zelenih slonov          |
| 1985 | Sladko življenje           |
| 1985 | Pahljača mladosti          |
| 1990 | Waitapu                    |
| 1998 | Socializacija bika?        |
| 2000 | Z ljubeznijo               |
| 2001 | Zlato srce                 |
| 2006 | Moj sin, seksualni manijak |